# Thomas Norval Hepburn
Thomas Norval Hepburn (* 18. Dezember 1879 in Fairlee; † 20. November 1962 in West Hartford) war ein US-amerikanischer Arzt.

## Leben

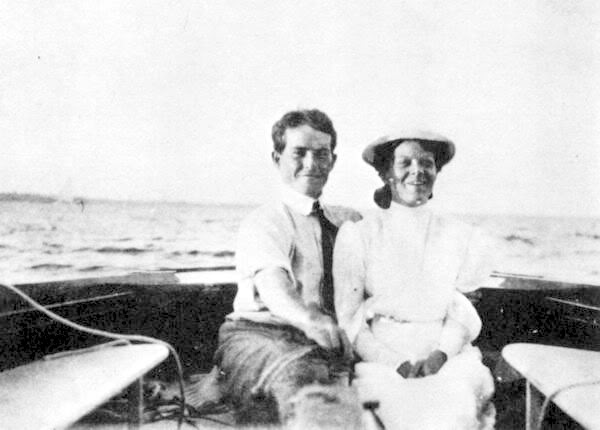
Aufnahme aus den Flitterwochen, 1905

Hepburn war das letztgeborene Kind des Pfarrers Samuel Sewell Stavely Hepburn (1845–1932) und Selina Lloyd Hepburn, geborene Powell (1842–1918). Seinen Stammbaum konnte er zurückverfolgen bis zu James Hepburn, 4. Earl of Bothwell. Nach dem Erwerb des Bachelorgrades 1900 und des Mastergrades 1901 am privaten Randolph–Macon College in Ashland (Virginia) studierte er an der Johns Hopkins University, an der er den Doktorgrad im Fach Humanmedizin erwarb.
Er arbeitete als Chirurg und Urologe am Hartford Hospital und baute dort das von ihm geleitete Urologie-Zentrum auf. Er befasste sich insbesondere mit Harnleitererkrankungen.
Aus der im November 1904 geschlossenen Ehe mit Katharine Martha Houghton Hepburn (1878–1951) gingen sechs Kinder hervor. Zweitgeborene war die Schauspielerin Katharine Hepburn.
Hepburn und seine Ehefrau waren 1905 Gründungsmitglieder der American Society of Sanitary and Moral Prophylaxis. Er war 1913 auch Gründungsmitglied der American Social Health Association (ASHA; mittlerweile American Sexual Health Association) und dort im Vorstand aktiv.
Nach dem Tod seiner Frau 1951 heiratete er Madeline Santa Croce (1901–1990).
In dem 2004 von Martin Scorsese mit biografischen Elementen gedrehten Film Aviator wird Thomas Norval Hepburn von Kenneth Welsh dargestellt.

## Publikationen
- A modified Crile Tube for the direct Transfusion of Blood. In: Annals of Surgery, 49. Jahrg., Nr. 1, Januar 1909, S. 115–117.[13]
- Kidney-Ureter Abnormalities. In: Annals of Surgery, 68. Jahrg., Nr. 3, September 1918, S. 294–297.[14]
- Tuberculosis of the Mesenteric Lymph Glands as A Cause of Ureteral Obstruction. In: The Journal of Urology, 2. Jahrg., Nr. 5, Oktober 1918, S. 385–394.[15]
- Spastic Obstruction to the Ureters. In: Annals of Surgery, 81. Jahrg., Nr. 6, Juni 1925, S. 1133–1141.[16]
- Hemiresection of a Solitary Kidney. In: Annals of Surgery, 90. Jahrg., Nr. 3, September 1929, S. 402–406.[17]
- Denervation and Displacement of the Ureter for Kidney Colic. In: The New England Journal of Medicine. Vol. 204, Nr. 1, 1. Januar 1931, S. 1–4.[18]
- Mobility of Trigone a Cause of Bladder Obstruction. In: The Journal of Urology, 26. Jahrg., Nr. 4, Oktober 1931, S. 591–597.[19]
- Extravesical ureteral Opening causing Urinary Incontinenece. In: Annals of Surgery, 98. Jahrg., Nr. 1, Juli 1933, S. 110–118.[20]
- A Case of ‘Auto-Prostatectomy’ due to Tuberculosis. In: The New England Journal of Medicine. Vol. 215, Nr. 15, 8. Oktober 1936, S. 653.[21]
- Repair of Exstrophy of the Bladder. In: The Journal of Urology, 65. Jahrg., Nr. 3, März 1951, S. 389–390.[22]